# Bathyraja notoroensis
Bathyraja notoroensis är en rockeart som beskrevs av Ishiyama och Ishihara 1977. Bathyraja notoroensis ingår i släktet Bathyraja och familjen egentliga rockor. Inga underarter finns listade.